# Liste der Naturdenkmale in Fürfeld
Die Liste der Naturdenkmale in Fürfeld nennt die im Gemeindegebiet von Fürfeld ausgewiesenen Naturdenkmale (Stand 7. März 2024).

## Naturdenkmale
| Nr.         | Bezeichnung                            | Lage                                                | Beschreibung                                  | Bild            |
| ----------- | -------------------------------------- | --------------------------------------------------- | --------------------------------------------- | --------------- |
| ND-7133-421 | Baumgruppe an der evangelischen Kirche | Rathausstraße, bei Nr. 21 Lage                      | alter Baumbestand, u. a. Robinia pseudoacacia | Fotos hochladen |
| ND-7133-422 | Rabenkanzel                            | nordöstlich des Ortes; Abteilung Am Eichelberg Lage | Porphyrfelsen                                 | Fotos hochladen |